# Euro Top 20
Euro Top 20 (all'inizio chiamato European Top 20) è stato un programma di MTV Europe che offriva (in lingua inglese) su tutti i canali MTV d'Europa le 20 hit più ascoltate e vendute in Europa, fino alla sua cancellazione nell'aprile 2009. Tuttavia, viene ancora mandato in onda su MTV Europe con un metodo di trasmissione del tutto diverso dall'originale e col nome di Euro Hitlist.
In Italia va in onda su MTV Music un programma simile, dal nome Euro Top Chart.

## La più grande hit musicale di ogni anno
Ogni anno, a partire dal 1992, MTV, in collaborazione con l'Infinity Disco Zone, compila una classifica "riassuntiva" degli ultimi dodici mesi: tale classifica viene solitamente pubblicata agli inizi di gennaio per ricordare le maggiori hit musicali dell'anno precedente, ordinandole come sempre a seconda delle vendite. Qui di seguito l'elenco dei singoli che, anno per anno, hanno registrato il maggior numero di vendite:
- 1989 - The Best - Tina Turner
- 1990 - Nothing Compares 2 U - Sinead O'Connor
- 1991 - (Everything I Do) I Do It for You - Bryan Adams
- 1992 - Rhythm Is a Dancer - Snap!
- 1993 - What Is Love - Haddaway
- 1994 - Love Is All Around - Wet Wet Wet
- 1995 - Here Comes the Hotstepper - Ini Kamoze
- 1996 - Children - Robert Miles
- 1997 - I'll Be Missing You - Puff Daddy feat. Faith Evans & 112
- 1998 - My Heart Will Go On - Céline Dion
- 1999 - Mambo No. 5 - Lou Bega
- 2000 - It's My Life - Bon Jovi
- 2001 - Stan - Eminem feat. Dido
- 2002 - Whenever, Wherever - Shakira
- 2003 - Lose Yourself - Eminem
- 2004 - Shut Up - Black Eyed Peas
- 2005 - We Belong Together - Mariah Carey
- 2006 - SOS - Rihanna
- 2007 - Say It Right - Nelly Furtado
- 2008 - I Kissed a Girl - Katy Perry
- 2009 - Poker Face - Lady Gaga
- 2010 - Love the Way You Lie - Eminem feat. Rihanna
- 2011 - Rolling in the Deep - Adele
- 2012 - Somebody That I Used to Know - Gotye feat. Kimbra
- 2013 - Get Lucky - Daft Punk feat. Pharrell Williams
- 2014 - Happy - Pharrell Williams
- 2015 - Uptown Funk - Mark Ronson feat. Bruno Mars
- 2016 - This Girl - Kungs vs. Cookin' On 3 Burners

## Record
La canzone che è rimasta più settimane alla #1 è stata Gangsta's Paradise di Coolio con 12 settimane di permanenza dal 18 novembre 1995 fino al 10 febbraio 1996 a pari merito con Whenever, Wherever di Shakira con stabilità dal 23 marzo 2002 all'8 giugno 2002 e Wake Me Up di Avicii feat. Aloe Blacc con stabilità dal 17 agosto 2014 al 2 novembre 2014.
La canzone che è rimasta più settimane in classifica è Somebody That I Used to Know di Gotye feat. Kimbra con 48 settimane di permanenza.